# Cavia magna
Cavia magna és una espècie de mamífer rosegador de la família dels càvids. Viu en boscos, aiguamolls, ribes i zones muntanyoses del Brasil, l'Uruguai i l'Argentina. La UICN la classifica com a espècie de risc mínim perquè l'àmbit de distribució és molt més gran que 20.000 km². Se suposa que la seva població és bastant gran i que el declivi de l'espècie a l'Uruguai ha tingut un impacte limitat.